# Martín Mazza
Pedro Vicente Esquerdo y Lope de Castro (Pamplona, 15 d'octubre de 1978) conegut pel seu nom artístic Martín Mazza, és un actor pornogràfic gai, model i empresari espanyol.

## Biografia
Va néixer en el si d'una família de l'Opus Dei. La seva mare era María Luisa Lope de Castro y Fábregas (descendent, igual que Martín, de Pedro de Alvarado, conqueridor de Guatemala). El seu pare, el doctor Pedro Vicente Esquerdo Orozco, descendia d'una famosa família de metges a la qual havia pertangut José María Esquerdo i Pedro i Álvaro Esquerdo. Fill únic, va viure tota la seva infància amb els seus avis, va ser educat en un col·legi de l'Opus Dei a Alacant. La seva família va ser molt amiga de Francisco Franco i de l'alta societat de l'època, com també de la família reial espanyola.
Va estudiar en universitats d'Espanya, va acabar la carrera de publicitat en el CEU San Pablo, i va fer un postgrau en direcció d'empreses a la Universitat Europea de Madrid. Va entrar a treballar a empreses del món de la publicitat; va viure d'això fins a fer-se actor pornogràfic, amb el que va aconseguir fama internacional.

## Cinema
Va ser el primer actor pornogràfic gai que va rodar una pel·lícula homosexual a un país àrab com Líban, amb aquesta pel·lícula es va consagrar com a actor. Durant set anys va rodar amb productores pornogràfiques com Chichi La Rue, amb qui va començar. Va signar contractes amb les principals productores del món, com Falcon Studios, Hot House, Lucas Entertainment, Raging Stallion, Arena Film o Alpha Male. Els seus principals llocs de residència en la seva època d'actor van ser Los Angeles, Sídney, San Francisco, Londres, Nova York i Madrid. Va ser un dels pocs actors pornogràfics homosexuals a endinsar-se també en el porno heterosexual de la mà de Nacho Vidal, amb una escena que va ser mítica. Va participar sovint al Festival Internacional de Cinema Eròtic de Barcelona on el 2013 va guanyar el Premi Ninfa al millor actor de l'any en vídeos de temàtica gai Va continuar usant el seu nom artístic com a marca. La seva carrera artística va seguir com a model i imatge de diverses marques de roba i empreses de tot el món.

## Altres activitats
Després de la seva marxa en el món de la fama, la televisió i crear la seva pròpia imatge, va aconseguir comprar l'empresa on havia estat becari, la revista gai nacional espanyola Zero. La seva nova revista es va dir Oh my god!.
Ha escrit el llibre Historias de un porn star.